# Laura Uhlig
Laura Uhlig (* 1985 in Stade) ist eine deutsche Schauspielerin.

## Leben
Nachdem Laura Uhlig von 2006 bis 2008 ein Praktikum am Hamburger Thalia Theater absolviert hatte, studierte sie von 2008 bis 2009 Kulturwissenschaft und Philosophie an der Universität Leipzig. Sie beendete dies zugunsten einer künstlerischen Ausbildung und ließ sich von 2009 bis 2013 an der Hochschule für Musik, Theater und Medien Hannover zur Schauspielerin ausbilden.
Nach einem ersten Engagement am Theater Bremen verlagerte sie ihre Tätigkeit nach Hamburg und spielte hier am Thalia Theater, am Lichthof Theater,  im Malersaal des Deutschen Schauspielhauses, am Altonaer Theater und am Ohnsorg-Theater. 2019 gastierte sie am Frankfurter Fritz Rémond Theater.
2011 debütierte Laura Uhlig unter der Regie von Gordian Maugg in dem Film Die Macht der Leidenschaft – Karl August Fürst von Hardenberg vor der Kamera. Seit 2017 ist sie häufiger Gast auf den Bildschirmen, zumeist als Gastdarstellerin in verschiedenen Serien. 
Laura Uhlig ist freiberuflich tätig und lebt in Hamburg.

## Filmografie
- 2011: Die Macht der Leidenschaft – Karl August Fürst von Hardenberg
- 2017: Alles Klara – Mord im Spukschloss
- 2017: Die Pfefferkörner – Ein Buch für Murphy
- 2017: Ein Lächeln nachts um vier
- 2019: So weit das Meer
- 2019: Gipsy Queen
- 2020: Helen Dorn: Kleine Freiheit
- 2020: SOKO Wismar – Ilse muss weg
- 2020: Die Küstenpiloten – (2 Folgen: Kleine Schwester, großer Bruder; Mütter und Töchter)

## Auszeichnungen
- 2012: Marta Award – Setkání/Encounter in Brno für die Ensemble-Leistung von Paradies der Barbaren
- 2012: Ensemble- und Publikumspreis beim Schauspielschultreffen in Wien